# يوجينة لبنانية
يوجينة لبنانية (الاسم العلمي: Eugenia libanensis) هي نوع من النباتات تتبع جنس اليوجينة من فصيلة الآسية.